# Stazione meteorologica di Foppolo
La stazione meteorologica di Foppolo è la stazione meteorologica di riferimento relativa alla località di Foppolo.

## Coordinate geografiche
La stazione meteo si trova nell'Italia nord-occidentale, in Lombardia, in provincia di Bergamo, nel comune di Foppolo, a 1.520 metri s.l.m. e alle coordinate geografiche 46°03′N 9°44′E.

## Dati climatologici
In base alla media trentennale di riferimento 1961-1990, la temperatura media del mese più freddo, gennaio, si attesta a -2,1 °C; quella del mese più caldo, agosto, è di +14,8 °C.
| Foppolo            | Mesi | Mesi | Mesi | Mesi | Mesi | Mesi | Mesi | Mesi | Mesi | Mesi | Mesi | Mesi | Stagioni | Stagioni | Stagioni | Stagioni | Anno |
| Foppolo            | Gen  | Feb  | Mar  | Apr  | Mag  | Giu  | Lug  | Ago  | Set  | Ott  | Nov  | Dic  | Inv      | Pri      | Est      | Aut      | Anno |
| ------------------ | ---- | ---- | ---- | ---- | ---- | ---- | ---- | ---- | ---- | ---- | ---- | ---- | -------- | -------- | -------- | -------- | ---- |
| T. max. media (°C) | 1,8  | 3,2  | 5,7  | 7,5  | 10,8 | 14,1 | 18,0 | 19,3 | 15,2 | 10,3 | 5,5  | 3,9  | 3,0      | 8,0      | 17,1     | 10,3     | 9,6  |
| T. min. media (°C) | −5,9 | −5,4 | −2,6 | 0,5  | 3,4  | 6,0  | 9,1  | 10,2 | 6,8  | 2,8  | −1,0 | −3,2 | −4,8     | 0,4      | 8,4      | 2,9      | 1,7  |